# Seututie 807
Pour les articles homonymes, voir Route 807.
La route régionale 807 (finnois : Seututie 807) est une route régionale allant de Rantsila à Siikalatva jusqu'à Siikajoenkylä à Siikajoki en Finlande,,.

## Présentation
La seututie 807 est une route régionale d'Ostrobotnie du Nord.